# 宝盖古建筑群
26°43′12.7″N 113°00′16.1″E / 26.720194°N 113.004472°E
宝盖古建筑群是位于湖南省衡阳市衡南县宝盖镇的古民居，为湖南省文物保护单位。

## 建筑
宝盖楼古民居建筑群始建于康熙年间，现在是是衡阳地区保存较完整的古民居楼。
古民居建筑群位于衡南县宝盖镇政府中心的东西两侧，占地面积约26666.66平方米（40亩）。整个建筑群规模宏大，做工精细，布局合理。
其中的廖家大屋最为气势恢宏，廖家大屋大门呈八字形，在大门口有半月形的检阅台，有检阅台、紫荆阶、大石鼓。
廖家大屋两侧矗立着7根坚硬的大圆柱，门楼翘檐上有着99个木雕龙头，龙头之下门顶正中悬挂着的巨型朱漆匾额，上刻“世承先泽”四个鎏金大字。。